# The Way, Way Back
The Way, Way Back (titulada El camino de vuelta en España y Un camino hacia mí o Desde muy muy atrás en Hispanoamérica) es una película estadounidense del género de comedia dramática, estrenada en el año 2013. Está escrita y dirigida por Nat Faxon y Jim Rash, ganadores del Óscar al mejor guion adaptado por Los descendientes (2011), en su primer trabajo como directores. La película está protagonizada por Liam James, Steve Carell, Toni Collette, Allison Janney, AnnaSophia Robb, Sam Rockwell y Maya Rudolph, con Rob Corddry, Amanda Peet y los propios Faxon y Rash en papeles secundarios. Fue estrenada en el Festival de Sundance de 2013.

## Sinopsis
El introvertido Duncan de Albany, Nueva York, se va de vacaciones de verano a regañadientes a una casa en la playa en Wareham, Massachusetts, con su madre, Pam; su novio rico, Trent; y la arrogante hija de Trent, Steph. Trent constantemente menosprecia a Duncan, con frecuencia haciendo comentarios y gestos que son condescendientes y groseros con él. Steph sigue su ejemplo en actitud hacia él y se echa a perder.
De camino a la casa de la playa, Trent le pide a Duncan que se califique a sí mismo en una escala del uno al diez; dice un seis mientras que Trent dice que cree que es un tres. En la casa son recibidos por los vecinos: la sociable y bebedora Betty, sus hijos Susanna y Peter, y el matrimonio Kip y Joan. Más tarde esa noche, Duncan y Susanna tienen una conversación incómoda desde sus porches adyacentes.
Duncan descubre la bicicleta de una chica en el garaje y la usa para explorar la ciudad. En una pizzería, se encuentra con el personal de Water Wizz, el parque acuático local. Conoce a Owen, quien eventualmente lo toma bajo su protección y le muestra el parque. Duncan conoce al colorido grupo de empleados del parque: Caitlin, Lewis y Roddy. Varios jóvenes en el parque acuático hablan con reverencia de un pase legendario en el tobogán de tubo, preguntándose cómo se pudo haber hecho. Owen contrata a Duncan para trabajos ocasionales en el parque.
Fuera del parque, Duncan es continuamente descuidado por Pam, quien se da el gusto de beber, pasar la noche fuera y fumar marihuana con otros vacacionistas. En una comida al aire libre del 4 de julio, Susanna ve que él está molesto y lo invita a ir a cazar cangrejos fantasma con ella y Peter, donde ambos hablan sobre sus padres ausentes. Más tarde esa noche, Duncan ve a Trent y Joan besándose, pero no se lo dice a nadie.
Pam comienza a sospechar que Trent y Joan tienen una aventura, pero él la convence de que no pasa nada. Más tarde, Duncan confronta a Pam frente a amigos y vecinos y le dice que enfrente el asunto de Trent y se deshaga de él. Trent interviene y Duncan lo insulta y lo empuja; Trent le dice indignado a Duncan que su padre divorciado no lo quiere.
Duncan se aleja, y Susanna lo sigue y lo consuela en la playa. Cuando él intenta besarla, ella se aleja, lo que lo enfada aún más. Acompañado por Peter, Duncan se escapa a Water Wizz, donde Owen organiza una fiesta de despedida para Lewis.
Después de pasar toda la noche con sus amigos en Water Wizz, Duncan todavía está en el parque a la mañana siguiente y se niega a irse. Cuando Owen lo confronta, Duncan habla sobre su relación con Trent y cómo el parque acuático es el único lugar donde se siente feliz y aceptado. Owen simpatiza con Duncan, recordando que se vio obligado a cumplir con reglas y patrones estrictos. Aconseja a Duncan que haga caso omiso de las críticas de Trent y siga su propio camino.
Cuando Duncan regresa a la casa de la playa, Pam le dice que todos se van. Betty y sus hijos llegan para despedirse, y Susanna finalmente besa a Duncan. Cuando Trent se detiene para cargar gasolina al salir de la ciudad, Duncan salta de la camioneta y corre hacia Water Wizz, seguido por su madre, Trent y Steph.
Duncan le dice a Owen y a los otros empleados que tiene que irse y le dice a Owen que lo siga. Van al tobogán Devil's Peak y Duncan se convierte en la primera persona en pasar a alguien en el tobogán de agua mientras el resto del parque observa.
Después de finalmente presentarle a Owen a su madre, Duncan se despide de todos en el parque. Owen le cuenta a Pam el buen carácter de Duncan y se presenta a Trent como "un buen amigo de los tres". Trent luego intenta eludir a Owen para llevar a Duncan de regreso al auto, pero Owen lo bloquea y Trent se retira. Duncan lo abraza y le agradece a Owen "por todo". Trent, Steph, Pam y Duncan se reagrupan en el auto, donde finalmente se encuentra Pam. mientras salen de la ciudad, Pam se sube al "camino de regreso" del auto donde está sentado Duncan, y comparten una sonrisa mientras las protestas de Trent se escuchan de fondo.

## Reparto
- Liam James - Duncan
- AnnaSophia Robb - Susanna
- Sam Rockwell - Owen
- Toni Collette - Pam
- Steve Carell - Trent
- Allison Janney - Betty
- Rob Corddry - Kip
- Maya Rudolph - Caitlyn
- Jim Rash - Lewis
- Nat Faxon- Roddy
- Robert Capron - Kyle
- Amanda Peet - Joan
- River Alexander - Peter
- Ava Deluca-Verley - Katy
- Zoe Levin - Steph

## Recepción y crítica
The Way, Way Back se estrenó en la edición de 2013 del Festival de Sundance, convirtiéndose en una de las películas de mayor éxito del festival ese año, superando incluso a películas más conocidas y a otras con nominaciones a los Óscar del año anterior. Fue estrenada el 5 de julio de 2013 en 19 cines, superando sus expectativas de taquilla y recaudando una sorprendente media de 30 263 dólares por cine y logrando un total de 525 000 dólares en su primer fin de semana. El 15 de julio de 2013, el estreno se amplió a otros 60 cines, recaudando 1 110 000 dólares. La película acabó recaudando 21 506 546 dólares en Norteamérica y 4 968 374 dólares en otros lugares, logrando una recaudación total de 26 474 920 dólares.
The Way, Way Back recibió críticas positivas y tiene una puntuación del 85 % en Rotten Tomatoes basada en 170 críticas con una puntuación media de 7,3 sobre 10. La opinión general dice que "a pesar de sus temas familiares, The Way, Way Back aprovecha el talento de su reparto, un guion trabajado con precisión y una abundancia de carisma para presentar una historia divertida y de crecimiento personal". La película también tiene una puntuación de 68 sobre 100 en Metacritic basada en 41 críticas.
Inkoo Kang, de The Village Voice, definió The Way, Way Back como "una atractiva sorpresa veraniega, predecible en su ternura pero igualmente satisfactoria". El crítico de BBC Radio 5 Live Mark Kermode alabó las interpretaciones de Sam Rockwell, Toni Collette, Allison Janney y Maya Rudolph, y razonó que "aunque no es novedosa ni trascendente", la película es "realmente tierna y divertida". David Gritten, de The Daily Telegraph también alabó las atractivas interpretaciones de Janney y Rockwell, considerando que, a pesar de la gran cantidad de películas de género similar estrenadas en 2013, la película "es cálida, divertida e incluso original". Catherine Shoard, de The Guardian, dio a la película una crítica constructiva, concluyendo que "a pesar de las partes lentas, también hay otras más brillantes que ayudan a mantenerse durante toda la historia". Betsy Sharkey, de Los Angeles Times, elogió el extravagante guion y las interpretaciones, considerando la película "ingeniosa, emotiva, prometedora, sentimental, aguda y que permite verse reflejado en ella". Claudia Puig, de USA Today, dijo de ella que "con su sutil ingenio, su atractiva historia, su elenco de primera categoría y su chisposo diálogo, es la Little Miss Sunshine de este verano". En España, Jordi Batlle Caminal, del diario La Vanguardia, la consideró "nada nuevo bajo el sol, pero una película cálida, con un gran reparto"., e Irene Crespo, de Cinemanía, dijo que "no hay nada original [...], pero sí la suficiente ternura, gracia y grandes interpretaciones".
Por el contrario, The A.V. Club dio a la película una C+, describiéndola como "genéricamente construida" y "no tan innovadora como se esfuerza continuamente por ser".

## Premios y nominaciones
| Premios | Premios                                        | Premios                        | Premios         | Premios   |
| Año     | Premio                                         | Categoría                      | Nominado(s)     | Resultado |
| ------- | ---------------------------------------------- | ------------------------------ | --------------- | --------- |
| 2013    | AARP Annual Movies for Grownups Awards         | Mejor comedia                  |                 | Ganadora  |
| 2013    | Premios de la Crítica Cinematográfica          | Mejor comedia                  |                 | Nominada  |
| 2013    | Premios de la Crítica Cinematográfica          | Mejor actor de comedia         | Sam Rockwell    | Nominado  |
| 2013    | Premios de la Crítica Cinematográfica          | Mejor intérprete joven         | Liam James      | Nominado  |
| 2014    | MTV Movie Awards                               | Mejor actor revelación         | Liam James      | Nominado  |
| 2013    | Sociedad de Críticos de Cine Online            | Mejor actor de reparto         | Sam Rockwell    | Nominado  |
| 2013    | Premios Phoenix Film Critics Society           | Mejor actor secundario         | Sam Rockwell    | Nominado  |
| 2013    | Premios Phoenix Film Critics Society           | Mejor reparto                  |                 | Nominado  |
| 2013    | Premios Phoenix Film Critics Society           | Revelación del año - Actuación | Liam James      | Nominado  |
| 2013    | Premios Phoenix Film Critics Society           | Mejor actor joven              | Liam James      | Nominado  |
| 2013    | San Diego Film Critics Society                 | Mejor actor de reparto         | Sam Rockwell    | Nominado  |
| 2013    | San Diego Film Critics Society                 | Mejor reparto                  |                 | Nominado  |
| 2013    | St. Louis Gateway Film Critics Association     | Mejor comedia                  |                 | Nominada  |
| 2013    | Washington D. C. Area Film Critics Association | Mejor reparto                  |                 | Nominado  |
| 2013    | Washington D. C. Area Film Critics Association | Mejor actor joven              | Liam James      | Nominado  |
| 2013    | Premios Artista Joven                          | Mejor actor joven              | Liam James      | Nominado  |
| 2013    | Premios Artista Joven                          | Mejor actor secundario joven   | River Alexander | Nominado  |